# يان جيليبراند
يان جيليبراند (بالإنجليزية: Ian Gillibrand)‏ هو لاعب كرة قدم بريطاني، ولد في 24 نوفمبر 1948 في بلاكبرن في المملكة المتحدة، وتوفي في 2 سبتمبر 1989. لعب مع ويغان أتلتيك.